# Titi Lamositele

a Compétitions nationales et continentales officielles uniquement.

b Matchs officiels uniquement.
Dernière mise à jour le 29 novembre 2024.
Titi E. Lamositele, né le 11 février 1995 à Bellingham (État de Washington, États-Unis), est un joueur international américain puis samoan de rugby à XV jouant au poste de pilier droit et gauche au Montpellier HR depuis 2020.
Formé aux Saracens, il remporte de nombreux titres avec le club anglais : trois fois la Premiership en 2015, 2016 et 2019, une fois la Coupe anglo-galloise en 2015 et deux fois la Coupe d'Europe en 2017 et 2019. Ensuite, il est transféré à Montpellier en 2020, avec qui il gagne le Challenge européen en 2021 et le Championnat de France en 2022.
En parallèle de sa carrière en club, il évolue avec l'équipe des États-Unis de 2013 à 2019 avant de changer de sélection en 2023 et de représenter son pays d'origine, les Samoa.

## Biographie

### Jeunesse et formation
Titi Lamositele naît le 11 février 1995 dans l'état de Washington, aux États-Unis, dans une famille d'origine samoane. Bien que tout ces frères et sœurs jouent au rugby, il préfère le football américain qu'il pratique jusqu'au lycée. Il jouait au poste de running back et excellait dans la discipline. Il faisait également de la lutte et de l'athlétisme. Finalement, il décide de se tourner vers le sport familial, sur les conseils de l'entraîneur du Chuckanut Bay Rugby Club, un club local. À la suite de ce changement de sport, il gagne 25 kg.

### Carrière en club

#### Débuts aux Saracens (2014-2020)
Après avoir fait ses débuts internationaux en 2013, Titi Lamositele obtient un visa pour l'Angleterre et s'engage avec les Saracens.
Deux ans après son arrivée en Europe, il fait ses débuts professionnels à l'occasion de la finale de la Coupe anglo-galloise en 2015, contre Exeter. Durant cette rencontre, il entre en jeu à la place de Richard Barrington et son équipe s'impose 23 à 20. Ainsi, dès le premier match de sa carrière, il remporte son premier trophée.
Durant la saison 2018-2019, les Sarries se qualifient dans un premier temps en finale de la Coupe d'Europe et affrontent les Irlandais du Leinster. Lamositele est titulaire en première ligne avec Jamie George et Mako Vunipola et son équipe s'impose sur le score de 20 à 10,. Il remporte ainsi cette compétition pour la troisième fois de sa carrière. De même en championnat, les Saracens atteignent la finale où ils jouent contre Exeter. Cependant, lors de la finale face au Leinster, il est victime d'une blessure mettant fin à sa saison. Il ne participe donc pas au sacre de son équipe l'emporte sur le score de 34 à 37,.

#### Montpellier HR (2020-2024)
Après six saisons jouées avec les Saracens, Titi Lamositele quitte le club anglais pour rejoindre le Montpellier HR en France à partir de la saison 2020-2021. Il y signe un contrat de trois ans.
Durant la saison 2021-2022, son club termine à la deuxième place de la phase régulière et se qualifie donc pour les phases finales. Durant la demi-finale, Lamositele est titulaire au poste de pilier gauche et le MHR bat l'Union Bordeaux Bègles, se qualifiant ainsi pour la finale. Le 24 juin 2022, il est le pilier gauche titulaire du MHR lors de la finale du Top 14 et affronte victorieusement le Castres olympique (victoire 29 à 10). Il remporte ainsi son deuxième titre avec le club héraultais, après le Challenge européen en 2021. Cette saison 2021-2022, il a joué 25 matches toutes compétitions confondues et marqué un essai.
En début de saison 2022-2023, il prolonge son contrat avec le MHR jusqu'en 2025.

#### Transfert aux Harlequins (depuis 2024)
À partir de la saison 2024-2025, Titi Lamositele quitte le MHR après quatre saisons au club. Il s'engage alors avec les Harlequins jusqu'en 2026, où il remplace Will Collier transféré à Castres et Lovejoy Chawatama parti à Bristol,.

### Carrière internationale
Il obtient sa première cape internationale avec les États-Unis le 17 août 2013 à l'occasion d'un match contre l'équipe du Canada à Charleston (État de Caroline du Sud, États-Unis). Il devient alors le plus jeune joueur à être appelé avec la sélection américaine, à seulement 18 ans et demi,.
En septembre 2019, il est sélectionné pour participer à la Coupe du monde 2019,.
Alors qu'il n'a plus joué avec les Eagles depuis le Mondial au Japon, il profite de l'assouplissement des règles d’éligibilité pour un joueur international, qui permet désormais à un joueur de jouer pour une autre nation après plus de trois ans sans sélection, pour être sélectionné avec les Samoa pour préparer la Coupe du monde 2023,. Il peut jouer pour ce pays grâce à ses origines familiales. Il connaît sa première cape avec son pays d'origine le 5 août 2023, lors d'une victoire 34-9 contre les Tonga. Il ne joue pas les matchs de préparation suivants. Puis, il n'est pas retenu dans la liste finale des joueurs samoans participant au Mondial en France,.

## Palmarès

### En club
- Saracens
  - Vainqueur de la Premiership en 2015, 2016 et 2019
  - Vainqueur de la Coupe anglo-galloise en 2015
  - Vainqueur de la Coupe d'Europe en 2017 et 2019

- Montpellier HR
  - Vainqueur du Challenge européen en 2021
  - Vainqueur du Championnat de France en 2022

### En sélection nationale
- États-Unis
  - Vainqueur du Americas Rugby Championship en 2017 et 2018

### Distinctions personnelles
- Plus jeune joueur à avoir joué avec l'équipe des États-Unis à l'âge de 18 ans et 187 jours en 2013

## Statistiques en équipe nationale
- 20 sélections (12 fois titulaire, 8 fois remplaçant)
- 10 points (2 essais)
- Sélections par année : 3 en 2013, 5 en 2014, 8 en 2015, 4 en 2016

En Coupe du monde :
- 2015 : 3 sélections (Samoa, Écosse, Japon)